# تیکسندیل
تیکسندیل (به انگلیسی: Thixendale) یک روستا و محله مدنی در بریتانیا است که در رآیدل واقع شده‌است. تیکسندیل ۲۹۳ نفر جمعیت دارد.